# Vrăjitorul din Oz (film din 1939)
The Wizard of Oz (în română Vrăjitorul din Oz) este un film american muzical-fantastic lansat în 1939 bazat pe povestea The Wonderful Wizard of Oz (în română Minunatul Vrăjitor din Oz) redactată de L. Frank Baum. Regizorul principal a fost Victor Fleming, nevoit să părăsească platoul pentru a prelua proiectul cinematografic Pe Aripile Vântului, iar rolurile principale din film au fost interpretate de Judy Garland, Ray Bolger, Jack Haley și Bert Lahr.
Filmul prezintă școlărița Dorothy Gale (Judy Garland), care locuiește la o fermă din Kansas, alături de matușa Em și unchiul Henry, și care visează la un loc mai bun „undeva dincolo de curcubeu”. După ce a fost luată de o tornadă și și-a pierdut cunoștința, Dorothy visează ca ea, câinele ei Toto și casa zboară spre tărâmul magic din Oz. Acolo, Zâna cea Buna din nord, Glinda (Billie Burk), o sfătuiește pe Dorothy să urmeze cărarea din cărămizi galbene până la Orașul de Smaragd, unde se va întâlni cu vrăjitorul din Oz, singurul care poate să o trimită acasă, în Kansas. În timpul călătoriei, îi întâlnește pe Scarecrow (Sperietoarea de ciori), Tin Man (Omul de tinichea) și un Leu laș, care o însoțesc, în speranța că vor căpăta și ei ceea ce le lipsește: un creier, o inimă și curaj). În acest răstimp, pesonajele încearcă să se ferească de Vrajitoarea cea rea din Vest (Margaret Hamilton), care vrea să-și însușească pantofii de rubin primiți de Dorothy de la Glinda. 
Inițial, succesul filmului a fost unul modest din cauza bugetului său enorm și a profitului infim obținut din încasări. Impactul pe care l-a avut în timpul lansării a fost responsabil pentru lansarea în anul următor a altor două filme color cu subiecte fantastice: The Blue Bird (Pasărea albastră) și The Thief of Bagdad (Hoțul din Bagdad). Melodiile din Vrăjitorul din Oz au devenit foarte populare, melodia Over The Rainbow primind premiul pentru Cel mai original cântec. Însuși filmul a avut câteva nominalizări pentru premiul Oscar, de exemplu pentru Cea mai bună imagine. Din 1959 până în 1991, Vrăjitorul din Oz a fost distribuit anual în Statele Unite și a devenit unul dintre cele mai celebre filme produse vreodată. 
Filmul a primit și mai multă atenție după ecranizarea anuală, iar de atunci a devenit unul dintre cele mai iubite filme din toate timpurile. De fapt, Vrăjitorul din Oz este filmul cel mai frecvent vizionat din istorie datorită televiziunii și a distribuirii în înregistrări video. Este adesea menționat printre cele mai bune zece filme din toate timpurile și din dialogurile sale provin numeroase citate și zicale pătrunse în idiomatica limbii engleze. Melodia principală a filmului - Over the Rainbow⁠(d)-interpretată de Judy Garland a fost votată de Institutul American de Film drept cea mai bună melodie din istoria cinematografiei.

## Intriga
Începutul și sfârșitul filmului, la fel și secvențele din Kansas, au fost filmate în alb-negru și colorate în tonul sepie. Lăsată orfană, Dorothy Gale, de numai doisprezece ani, duce o viață simplă în Kansas alături de mătușa sa Em (Clara Brandick), unchiul Henry (Charles Grapewin) și trei argați de fermă. La scurt timp după începutul filmului, irascibila orășeancă miss Almira Gulch (Margaret Hamilton) este mușcată de câinele lui Dorothy, Toto. Dorothy este tulburată că miss Almira Gulch l-a lovit pe Toto cu o greblă, dar mătușa și unchiul ei, precum și cele trei ajutoare de la fermă sunt prea ocupați ca să o asculte. Miss Gulch își face apariția cu un ordin de la tribunal și îl ia pe Toto să-l duca să fie ucis. Toto scapă și se întoarce la Dorothy, care știind ca Miss Gulch va reveni să-l ia pe Toto, decide să fugă de acasă împreună cu acesta. În timpul călătoriei, Dorothy întâlnește un șarlatan, profesorul Marvel (Frank Morgan), tip bonom, simpatic, care își dă seama că Dorothy fuge de acasă simțindu-se neapreciată acolo. Pretinzând că mătușa sa Em este bolnavă, Dorothy se va întoarce acasă. 
Când Dorothy părăsește căruța șarlatanului, apar semne care prevestesc o furtună puternică. Dorothy se grăbește să ajungă la fermă, aflându-se în apropierea unei neașteptate tornade. Acolo, se adăpostește în casă, unde se lovește de ușorul ferestrei și își pierde cunoștința. Se trezește câteva minute mai târziu, amețită, și își dă seama că tornada a luat casa pe sus. Câteva momente mai târziu, tornada prăbușește casa pe pământ. 
Deschizând ușa și pășind într-o atmosferă tehnicoloră, Dorothy se trezește într-un sat ce i se pare frumos. Glinda, vrăjitoarea cea bună din nord, își face o apariție magică și o înștiințează pe Dorothy că a ajuns pe tărâmul Munchkinland și că ea a ucis-o pe Vrăjitoarea cea rea din Est când a căzut cu casa peste ea. Încurajați de Glinda, timizi, piticii ies afară și celebrează decesul Vrăjitoarei din Est în timp ce cântau "Ding-Dong! The Witch is Dead" ("vrăjitoarea a murit") și au declarat-o pe Dorothy eroina lor națională. Vrăjitoarea cea rea din Vest (acest rol este interpretat tot de Margaret Hamilton) își face apariția pentru a revendica puternicii pantofi de rubin. Glinda transferă printr-o pasă magică pantofii de rubin din picioarele vrăjitoarei moarte în picioarele lui Dorotheei și ii amintește vrăjitoarei din Vest că puterile sale sunt fără efect în Lumea Piticilor. Vrăjitoarea din Vest jură răzbunare lui Dorothy și dispare în același fel cum a apărut. Glinda o sfătuiește pe Dorothy să meargă în Orașul de Smarald pentru a cere ajutorul misteriosului Vrăjitor din Oz, explicându-i că pentru a ajunge acolo, trebuie să urmărească cărarea cu cărămizi galbene. Glinda a sfătuit-o pe Dorothy că nu trebuie să-și dea pantofii de rubin jos, fiindcă atunci va fi la mila vrăjitoarei din Vest. În drumul ei către Orașul de Smarald, îi întâlnește pe Scarecrow (Sperietoare de ciori), căruia îi lipsește creierul, pe Tin Man (Omul de tinichea), care nu are inimă și pe Leu, care nu are pic de curaj. Cei trei o însoțesc pe Dorothy spre Orașul de Smarald cu gândul că vor primi și ei ceea ce-și doresc. Pe drum, ei se comportă în diferite feluri din care reiese că fiecare de fapt are ceea ce credea că îi lipsește: Sperietoarea de Ciori are câteva idei bune, Omul de tinichea este bun la inimă și simpatic, iar Leul este gata să înfrunte pericolul chiar dacă este speriat.
Cei patru ajung în Orașul de Smarald, unde sunt întâmpinați bine. Ei îi vorbesc vrăjitorului din Oz, un impunător cap fără trup și cu o voce înfricoșătoare, care le spune că le va îndeplini dorințele dacă îi pot aduce mătura Vrăjitoarei din Vest. În drumul lor spre castelul vrăjitoarei, sunt atacați de o bandă de maimuțe zburătoare care îi răpesc pe Dorothy și pe câinele ei, Toto. La castel, vrăjitoarea cea rea din Vest cere ca Dorothy să descalțe pantofii de rubin. După ce o amenință că îl aruncă în râu pe Toto, Dorothy acceptă să-i pantofii. Dar o ploaie de scântei împiedică descălțarea. Vrăjitoarea își dă seama că nu-i poate scoate pantofii, decât dacă Dorothy moare. În acest timp, vrăjitoarea fiind neatentă, Toto are șansa să scape și să fugă. Vrăjitoarea o închide pe Dorothy într-o odaie și lasă pe mai târziu uciderea fetei fără să strice pantofii de rubin. Toto găsește prietenii lui Dorothy și îi duce la castelul vrăjitoarei. O eliberează pe Dorothy și încearcă să scape. Vrăjitoarea și soldații ei îi împresoară într-un donjon, unde vrăjitoarea îi dă foc unui braț al Sperietoarei de Ciori. Pentru a stinge focul, Dorothy aruncă apă pe braț, dar din greșeală o stropește pe vrăjitoare - aceasta începe să se topească. Spre mirarea grupului, soldații se bucură. În semn de recunoștință, căpitanul oștenilor (Mitchell Lewis) îi dă lui Dorothy mătura vrăjitoarei. La întoarcerea în Orașul de Smarald, Toto reușește să arate tuturor că marele și puternicul Oz este de fapt un impostor; în spatele capului lui Oz fiind un om obișnuit, care mânuiește o consolă cu butoane și mânere. Personajele se supără că au fost înșelați, dar "vrăjitorul" le rezolvă problemele cu soluții obișnuite și câteva formule verbale "magice". El le explică că auvuseseră de la bun început ceea ce căutau de mult timp, dar că mai aveau nevoie de ceva, ca medalile sau diplomele, pentru a li se confirma și recunoaște aceasta. "Vrăjitorul" îi explică lui Dorothy că și el s-a născut în Kansas și prezența sa în Oz este din cauza unui drum cu balonul cu aer cald. Îi promite lui Dorothy că o să ajungă acasă în același balon cu care a venit el în Oz, iar Dorothy îi părăsește astfel pe Sperietoare de Ciori, omul de tinichea și pe leu în Orașul de Smarald. Înainte să se ridice de la sol, Toto zărește o pisică și sare din balon, Dorothy sare și ea ca să-l prindă, iar vrăjitorul fără să mai poată controla balonul, pleacă fără ea. Dorothy înțelege că este silită să-și petreacă tot restul vieții în Oz, când, deodată, apare Glinda și îi spune că Dorothy însăși deține puterea de a se întoarce acasă. Dorothy, cu ochii în lacrimi, își ia rămas bun de la prieteni și ia aminte indicațiile date de Glinda ca să ajungă acasă. Înapoi în tonul sepie, Dorothy se trezește în dormitorul ei din Kansas, înconjurată de familie și prieteni, cărora le povestea călătoria sa. Toți râd și îi spun că totul a fost un vis, cu excepția unchiului Henry, care zice hâtru: "of course we believe you, Dorothy" (Sigur că te credem, Dorothy). Apare și Toto, sărind în pat, alături de o Dorothy fericită, încă sigură că visul ei a fost real, îmbrățișându-l pe Toto și spunând "There's no place like home" (Nicăieri nu-i ca acasă).

## Deosebiri față de povestea originală
În cea mai mare parte, filmul respectă firul narațiunii din carte. Numeroase detalii au fost schimbate sau omise, în timp ce multe pericolele cu care se întâlnește eroina povestirii nu sunt menționate în film. Pentru a se profita optic de noul proces tehnicolor, pantofii de argint ai personajului au fost înlocuiți în film de pantofi de rubin. Din cauza timpului de realizare redus, un număr de scene și figuri din carte, precum China Country (Țara De Porțelan) și Hammerheads (Capete de ciocan), nu au fost incluse în ecranizare. În ciuda acestora și a altor omisiuni și abateri de la narațiunea originală, filmul este mult mai fidel cărții lui Baum decât diverse scenarii și versiuni anterioare (filme artistice din 1910-1925; și un film de animație de șapte minute din 1933). Filmul din 1939 prezintă povestea în chip de vis, în care unele personajele principale sunt persoane din viața personajului principal, Dorothy (de ex. Miss Gulch, profesorul Marvel și cele trei ajutoare de la fermă; niciuna dintre ele nu apare în carte). Oz este un loc real în povestea lui L. Frank Baum.

## Distribuție
- Judy Garland - Dorothy Gale
- Ray Bolger - „Hunk”/Sperietoarea de ciori⁠(d)
- Jack Haley - „Hickory”/Omul de tinichea⁠(d)
- Bert Lahr - „Zeke”/Leul laș⁠(d)

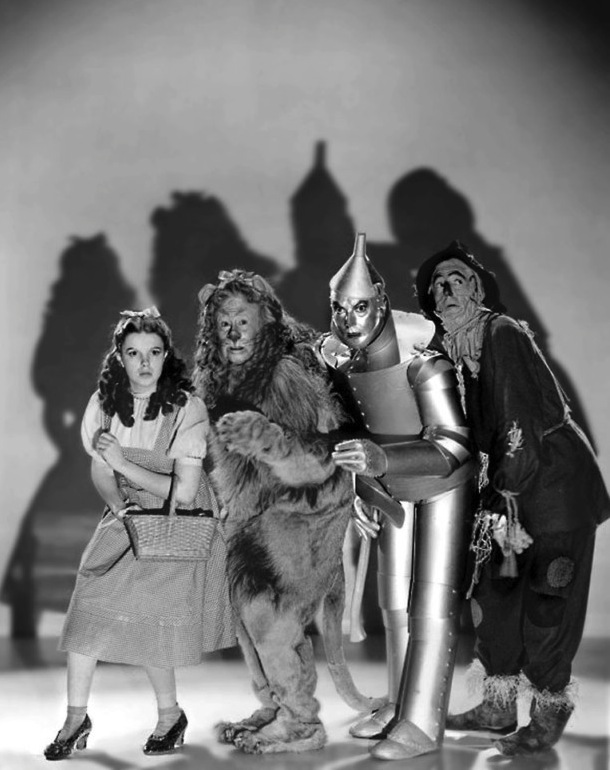
Personajele principale ale filmului

- Billie Burke - Glinda, Vrăjitoarea cea bună⁠(d)
- Margaret Hamilton - Domnișoara Almira Gulch/Vrăjitoarea de la Apus⁠(d)
- Frank Morgan - profesorul Marvel/Portarul/Căruțașul/Paznicul/Vrăjitorul din Oz⁠(d)
- Charles Grapewin - unchiul Henry
- Clara Blandick - mătușa Em
- Terry - câinele Toto⁠(d)
- Mitchell Lewis - Căpitanul gărzilor Winkie (necreditat)[17]
- The Singer Midgets - Munchkins (pentru o listă cu actorii care au interpretat piticii din Munchkinland, vedeți Munchkin & Actori și actrițe.)
- Pat Walshe - Nikko, regele maimuțelor înaripate⁠(d)
- Adriana Caselotti -  vocea lui Juliet în cântecul „If I Only Had a Heart” al Omului de tinichea (necreditată)[18]

În prezentările și recenziile făcute filmului, toți actorii ce au avut roluri multiple sunt listați că ar fi jucat rolurile personajelor din Kansas, nu și cele din Oz. Câinele Toto este listat ca rolul său a fost interpretat de Toto, nu de Terry. Nikko (Pat Walshe) este liderul maimuțelor zburătoare, deși nu i s-a pronunțat niciodată numele în film.

## Impactul cultural

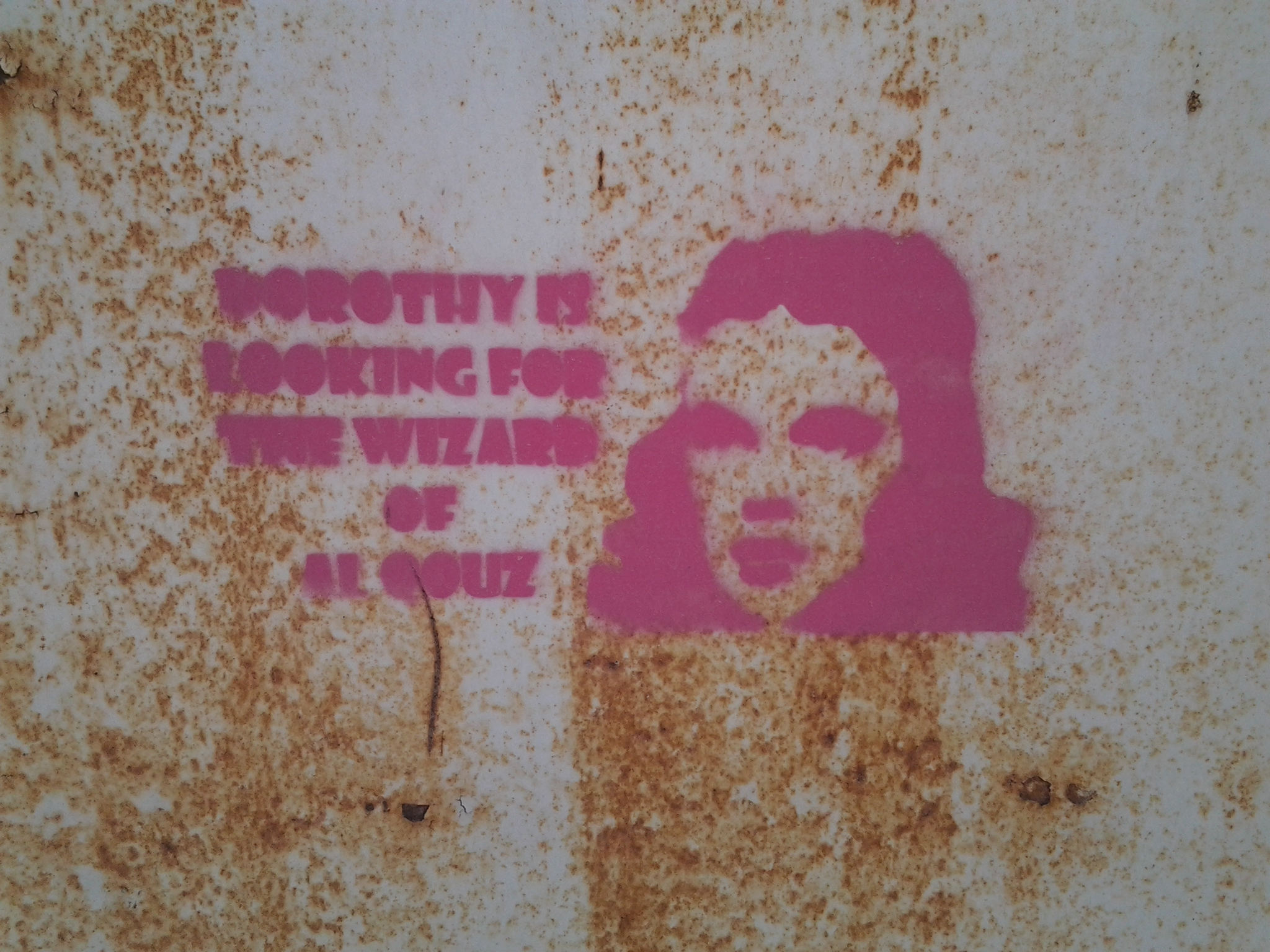
Graffiti cu Dorothy

Despre cartea lui Baum, The Wonderful Wizard of Oz (Minunatul vrăjitor din Oz) s-a spus că este cea mai bună și iubită carte din America, prima carte americană din genul fantastic care a devenit cea mai citită carte pentru copii, în ciuda multor amănunte care țin de specificul lumii americane. La Biblioteca Congresului Statelor Unite, filmul a fost ales pentru a fi păstrat în Registrul Filmelor Naționale, pe considerentul "semnificației culturale" deosebite. În iunie 2007, filmul a fost pus pe lista UNESCO Memory of the World Register (Registrul memoriei lumii). Scena în care vrăjitoarea cea rea din Vest o prinde pe Dorothy și o amenință în castel s-a plasat pe locul nr. 86 în revista Bravo's 100 Scariest Movie Moments (100 Cele mai înfricoșătoare scene din filme). În 1977, Aljean Harmetz a scris The Making of The Wizard of Oz, o descriere detaliată a lucrărilor de creare a filmului, prezentare bazată pe interviuri și cercetare. O ediție revizuită a apărut în 1989.

## Moștenirea
Toți interpreții din "The Wizard of Oz" au vizionat filmul în afară de Frank Morgan, din cauza decesului. Ray Bolger (mort în 1987) a fost ultimul actor cu rol principal în film. După moartea sa, în următoarea zi, un articol de film animat referitor la impactul cultural al acestui film, a portretizat Sperietoarea de Ciori alergând pe cărarea de cărămizi galbene pentru a prinde din urmă celelalte personaje, în timp ce dansau cu toții spre asfințit. 
Nici regizorul Victor Fleming, nici sunetistul Herbert Stothart, nici scenaristul Edgar Allan Wolf, nici redactorul de film Blanche Sewell, nici actorul Charles Grapewin (în rolul unchiului Henry) nu au trăit încât să vadă cum filmul ajunge o stea de cinema și o tradiție în televiziune. Coincidență stranie: Fleming, Stothart, Sewell și Morgan au murit în același an (1949), totodată anul primei lansări a filmului. Creatorul costumelor, Adrian, a decedat în septembrie 1959, la numai trei luni după al doilea mare succes televizat al filmului, care i-a convins pe cei de la CBS să-l transmită la TV anual, ca tradiție.

## Dezvoltare și preproducție
Dezvoltarea filmului a început când Snow White and the Seven Dwarves (Albă ca Zăpada și cei șapte pitici) se bucura de succes și când realizatorii și-au dat seama că ecranizările de povești fantastice pentru copii aveau mare potențial de reușită pe piață. În ianuarie 1939, Metro-Goldwyn-Mayer (MGM) a cumpărat de la Samuel Goldwyn drepturile de autor al unei mari povești populare. Scenariul i-a avut autori pe Noel Langley, Florence Ryerson și Edgar Allan Woolf. Câteva persoane au asistat la adaptare, însă fără menționări oficiale: Irving Brecher, William H. Cannon, Herbert Fields, Arthur Freed, E. Y. Harburg, Samuel Hoffenstein, John Lee Mahin, Herman J. Mankiewicz, Jack Mintz, Ogden Nash, Sid Silvers, Richard Thorpe, George Cukor și King Vidor. Jack Haley și Bert Lahr se pare că și-au compus câteva dintre secvențele proprii de dialog pentru secvențele din Kansas. Scenariul a trecut printr-un număr de revizuiri înainte de demararea producției. Scenariului original i-au fost adăugate scene muzicale în dorința de a atrage tineretul obișnuit cu anumite genuri din show business. O parte a fost scrisă de Betty Jaynes. Unele scene au fost tăiate din diferite motive, ultima redactare a scenariului a fost completă la 8 octombrie 1939.

## Video
The Wizard of Oz este primul film pe casetă video lansată de MGM/CBS în 1980; toate casetele video lansate aparțin companiei Warner Home Video (Lumea Video a lui Warner). Primul LD (laserdisc) lansat cu filmul The Wizard of Oz a fost în 1983, cu două versiuni. A mai fost lansat unul în 1989 la aniversarea de cincizeci de ani și încă unul în 11 septembrie 1996. Primul DVD cu The Wizard of Oz a fost lansat la 26 martie 1997. A mai fost lansat și la 19 octombrie 1999 la a 60-a aniversare. DVD-ul mai cuprinde un documentar cu secvențe din culise, din timpul filmărilor, întitulat: The Wonderful Wizard of Oz (Minunatul vrăjitor din Oz): The Making of a Movie Classic (Producerea unui film clasic) în 1990, găzduit de Angela Lansbury, care a contribuit în 1991 la lansarea setului de discuri Ultimate Oz (Ultimul Oz). În 2005 au fost lansate alte două ediții pe DVD, versiuni ale filmului refăcute recent cu comentariu audio și muzică izolată, alături de niște efecte. Unul din două DVD-uri a fost "Ediție specială. Două discuri" împreună cu alte producții: documentare, trailere (scurtmetraje care fac prezentări filmului), jurnale sonore, spectacole de radio și galerii fotografice. Celălalt set, "Ediție de lux. Trei discuri" conține copii ale versiunii fără sunet a filmului din 1925 și un video cu un film de animație din 1933. Compania Warner a anunțat lansarea filmului The Wizard of Oz în 2009 pe un disc în formatul Blu-Ray, la a șaptezecea aniversare a filmului.

## Melodiile
- Over the Rainbow - Judy Garland
- Secvențele din Munchkinland:

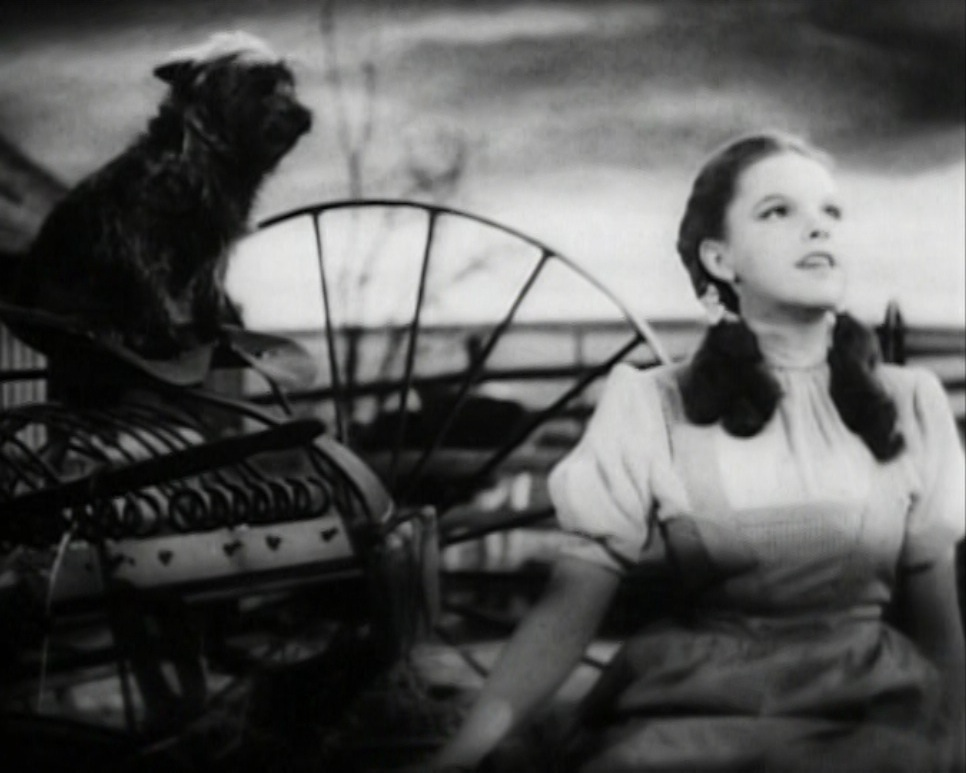
Scena în care Dorothy cântă melodia Over the Rainbow.

- - a) Come out Come out - Lorraine Brigdges & The Munchkins
  - b) It Really was no Miracle - Judy Garland, Billy Bletcher & The Munchkins
  - c) We Thank You very Sweetly - Frank Cucksay, Joseph Koziel & Billie Burke
  - d) Ding Dong The Witch is Dead - The Munchkins
  - e) As Mayor of the Munchkin City - Billy Bletcher, Pinto Colveg & JD Jewkes
  - f) As Coroner I Must Aver - Meinhardt Raabe, Billy Bletcher
  - g) Ding Dong the Witch is Dead - The Munchkins
  - h) The Lullaby League - Lorraine Bridges, Betty Rome & Carol Tevis
  - i) The Lollipop Guild - Jerry Maren, Billy Bletcher & Pinto Colvig
  - j) We Welcome you to Munchkinland - The Munchkins

- Follow the Yellow Brick Road / You're Off to see the Wizard - Judy Garland & The Munchkins
- If I Only Had a Brain - Ray Bolger & Judy Garland
- We're Off to See the Wizard - Judy Garland & Ray Bolger
- If I Only Had a Heart - Jack Haley & Adriana Caselotti
- We're Off to See the Wizard (partea I) - Judy Garland, Ray Bolger & Jack Haley
- If I Only Had the Nerve - Bert Lahr, Jack Haley, Ray Bolger & Judy Garland
- We're Off to See the Wizard (partea a II-a) - Judy Garland, Ray Bolger, Jack Haley & Bert Lahr
- Optimistic Voices - Corul studioului MGM
- The Merry Old Land of Oz - Frank Morgan, Judy Garland, Ray Bolger, Jack Haley, Bert Lahr
- If I Were the King of the Forest - Bert Lahr, Judy Garland, Ray Bolger, Jack Haley

## Filmările
Filmăriile au început sub conducerea lui Norman Taurog în septembrie 1938. Implicarea a lui Taurog la imagine s-a mărginit la filmarea câtorva teste de scenă. Nu se cunoaște motivul înlocuirii lui cu Richard Thorpe, care a început filmările la 13 octombrie 1938 în studiourile MGM din orașul Culver, California. George Cukor a preluat controlul temporar, schimbând costumele și machiajele lui Judy Garland și Margaret Hamilton, și i-a sugerat lui Garland să fie ea însăși în timpul filmărilor. Toate scenele cu Garland și Hamilton, care erau complete, au fost înlăturate și s-a procedat la refilmarea lor. Cukor nu a filmat nicio scenă pentru film din cauză că nevoit să lucreze ca regizor la realizarea filmului Gone With the Wind (Pe aripile vântului). Cukor s-a retras din proiectul Vrăjitorul din Oz la 3 noiembrie 1938, răspunderea de regizor preluând-o Victor Fleming. La 12 februarie 1939, Fleming l-a înlocuit pe Cukor cu altcineva pentru regizarea filmului Pe aripile vântului. A doua zi, King Vidor a semnat contractul regizor pentru a încheia filmările la Vrăjitorul din Oz (în primul rând secvențele în ton sepie din Kansas, ce includ și scena cu Judy Garland cântând Over the rainbow. În următorii ani, când filmul a fost stabilit cu fermitate ca unul clasic, King Vidor a ales să nu informeze public contribuția sa la filmările Vrăjitorului din Oz până după moartea prietenului său Victor Flaming. Filmările au fost lungi și procesate greu, cu o durată de șase luni, din octombrie 1938 până în martie 1939. Majoritatea actorilor lucrau șase zile pe săptămână; trebuiau să ajungă repede la studio, cel puțin în jurul orei patru sau cinci dimineața, să se machieze și costumeze și nu părăseau platourile de filmare până pe la ora șapte sau opt seara. 
Câțiva dintre actori au avut și probleme cu costumele, în special Jack Haley care a făcut o infecție gravă la ochi din cauza machiajului cu pastă de aluminiu. Filmările au fost haotice în unele momente, unul dintre ele fiind secvențele cu Munchkinland, când MGM a trebuit să caute pitici pentru rolurile de cetățeni din Munchkinland. Actorul Jerry Mean spunea că fiecare pitic a primit peste 125 de dolari pentru performanțele sale. Margaret Hamilton a suferit arsuri grave în scenele din Munchkinland, când a trebuit să dispară într-un nor de fum mistuitor. După externarea din spital, Hamilton a refuzat să interpreteze scena în care zboară pe mătură, din care motiv producătorii au înlocuit-o temporar cu Betty Danko. Dar și Danko s-a accidentat grav din cauza unei defecțiuni în timpul filmării. Secvențele din Kansas s-au filmat în lunile aprilie, mai și iunie. Din acest moment filmul a început cu o lungă și dificilă postproducție. 
A. Arnold Gillespie a coordonat diversele efecte speciale pe care le solicita filmul. O inovație semnificativă a filmului a fost trecerea de la ton sepie la ton colorat. Din motive financiare și tehnice s-a renunțat la ideea de a produce tot filmul într-un ton colorat. Primul test al ecranizării a fost făcut la 5 iunie 1939, durata filmului fiind de două ore. Printre multele cadre eliminate de Victor Flaming și LeRoy erau The Jitterbug (în traducere liberă, Tremurici), dansul complicat al Sperietoarei de Ciori, acompaniat de If I only have a brain, o parte din scena Over the rainbow și Ding-dong, the witch is dead, iar în final câteva secvențe mici cu dialoguri. 
Cântecul Over the rainbow era să fie șters permanent. Cei de la MGM credeau că scena cu Kansas era prea lungă. Iar studioul și-a comunicat dezacordul ca Judy Garland să cânte în curtea hambarului. În cele din urmă, producătorii au învins în disputa cu MGM. Melodia Over the rainbow a câștigat la Academy Award premiul pentru cel mai bun cântec al anului, iar în 2004 a fost plasată pe locul întâi de Institutul American de Film în topul 100 cu Cele mai bune melodii din filmele americane.
După premiera din San Luis Obispo în luna iulie 1939, Vrăjitorul din Oz fost lansat oficial în august 1939, versiunea filmului având o durată de 101 minute.

## Premii și onoruri
Potrivit ziarului The Observer, filmul deține cea mai importantă coloană sonoră din toate timpurile. Filmul a fost nominalizat de câteva ori la Academy Awards (premiile Oscar) pentru Cea mai bună imagine și pentru efecte vizuale. A pierdut titlul de Cea mai bună imagine în favoarea filmului Pe aripile vântului (lansat de MGM), dar a câștigat la categoria Cea mai bună melodie cu Over the rainbow și pentru Cea mai originală melodie.
Vrăjitorul din Oz nu a primit Oscarul pentru efectele speciale, premiul a fost câștigat de filmul The Rains Came din 1939, pentru secvența cu musonul. Au mai fost nominalizări pentru Cedric Gibbons si William A. Horning.
- 1998 AFI's 100 Years…100 Filme (locul 6)
- 2001 AFI's 100 Years…100 Emoție (locul 43)
- 2003 AFI's 100 Years…100 Eroi și Răufăcători:

Vrăjitoarea cea Rea din Vest (locul 4)
- 2004 AFI's 100 Years…100 Cântece:

Over the Rainbow (locul 1)
Ding Dong the Witch is Dead (locul 82)
- 2005, AFI's 100 Years…100 Zicale din filme:

Toto, I have a feeling we're not in Kansas anymore (locul 4)
There's no place like home (locul 32)
I'll get you, my pretty and your little dog, too (locul 99
- 2006 AFI's 100 Years of Musicals (locul 3)
- 2006 AFI's 100 Years…100 Cheers (locul 26
- 2007 AFI's 100 Years…100 Movies (locul 10)
- 2008 AFI's 10 Top 10 (locul 1: Film fantastic)

## Diverse
Walt Disney dorea să producă o versiune animată a Vrăjitorului din Oz, la fel ca Albă-ca-Zăpada și Cei Șapte Pitici, dar MGM i-a luat-o înainte, cumpărând drepturile cărții. Fred T. Stone, actor veteran al Broadway-ului, a creat rolul personajul "Sperietoarea de ciori" într-o producție Broadway în 1902-1903, rol care l-a făcut celebru. MGM l-a preferat pe Stone, ca actor veteran, să capete rolul în film, dar Stone, în vârstă de 65 de ani, nu avea pregătirea fizică pentru acest rol, pe care l-a refuzat. 
Anul lansării Vrăjitorului din Oz a fost și anul lansării altor filme clasice importante. Filmele lansate în același an: Beau Geste, Goodbye Mr. Chips, Mr. Smith Goes To Washington, Gunga Din, The Roaring Twenties, Union Pacific, The Private Lives of Elizabeth and Essex, Babes in Arms, Wuthering Heights și Gone With The Wind. În 1939 au fost lansate cel mai multe filme clasice (potrivit IAF, Institutul American de Film).

### Return To OZ
O semiurmare a Vrăjitorului din Oz produsă de Disney în 1985, bazată în mare parte pe lucrările Ozma of Oz și The Marvelous land of Oz (Minunata lume Oz) a fost Return to Oz (Reîntoarcerea în Oz). 

### Vrăjitorul din Ozpe scenă
Pentrue unu din cele mai indragite povesti e mare povestea
.